# Felipe Vega-Arango
Felipe Vega-Arango Alonso (Gijón, Asturias, España) es un entrenador de fútbol español con licencia UEFA Pro que actualmente dirige la Escuela de fútbol de Mareo. Es hijo de Manuel Vega-Arango, que fuera presidente del Real Sporting de Gijón.

## Trayectoria
Comenzó a entrenar en el Cambridge Rindge and Latin School de Cambridge (Massachusetts). Más tarde se incorporó a la Escuela de fútbol de Mareo, donde entrenó al equipo cadete B y fue ayudante en el juvenil B. También estuvo en el Gijón Industrial, en Tercera División, y entrenó al equipo juvenil del Veriña. Posteriormente se unió al departamento de proyectos de LaLiga, que su padre había presidido en 1983 y 1984, que le envió a la Federación de Fútbol de las Islas Salomón, en la que asumió el cargo de director técnico en marzo de 2017. Pero poco después fue nombrado entrenador de la Selección de fútbol de las Islas Salomón, ganando su primer partido con una victoria por 3-2 sobre Papúa Nueva Guinea en la fase de grupos de las fases de clasificación para la Copa Mundial de Fútbol de 2018.Dejó el cargo en 2018, después de alcanzar la final de Oceanía en la clasificación de Rusia 2018, donde cayó frente a Nueva Zelanda.
El 27 de mayo de 2021, vuelve al cargo de entrenador de la Selección de fútbol de las Islas Salomón por segunda ocasión. y en agosto de 2024, dejó su cargo en la selección oceánica para asumir al frente de Papúa Nueva Guinea.
En mayo de 2025 es nombrado director de la Escuela de fútbol de Mareo.

## Equipos

### Como entrenador
| Equipo                                    | País               | Año                 |
| ----------------------------------------- | ------------------ | ------------------- |
| Selección de fútbol de las Islas Salomón  | Islas Salomón      | 2017-2018 2022-2024 |
| Selección de fútbol de Papúa Nueva Guinea | Papúa Nueva Guinea | 2024-2025           |